# Küçük Menderes
De Küçük Menderes (letterlijk: "kleine Meander", ter onderscheid met de Büyük Menderes ("grote Meander", Nederlands: Meander); Griekse, historische naam: Κάυστρος, Kaystros) is een rivier in het zuidwesten van Turkije.
De rivier is ongeveer 200 km lang en stroomt in westelijke richting. De bron ligt bij de 2200 m hoge Bozdağ, halverwege İzmir en Denizli. De rivier mondt uit in de Egeïsche Zee bij Selçuk en de ruïnes van de Grieks-Romeinse stad Efeze. Dit was in de oudheid een belangrijke havenstad. Vanwege de snelle uitbouw van de delta van de Küçük Menderes verlandde de haven meermaals. Tegenwoordig ligt Efeze ongeveer 2 km van de kust.
- Système universitaire de documentation: 177287403
- Virtual International Authority File: 246181414